# Cubo de Bureba
Cubo de Bureba è un comune spagnolo di 101 abitanti situato nella comunità autonoma di Castiglia e León.